# Petrus Phalesius
Pere Phalèse (el vell) o Petrus Phalesius (senior) va ser un llibreter, gravador, editor i impressor de música brabançó a les Disset Províncies, nascut vers 1510 a Lovaina on va morir vers 1573. Mai no ha sigut compositor, tot i que el seu nom està associat amb una sèrie de dances anònimes que va publicar el 1570, i segons el musicòleg Alphonse Goovaerts (1847-1922) un dels editors de música més famosos del renaixement.

## Vida
Va néixer vers 1510 com fill d'August van der Phaliesen, un fabricant de cervesa i de Margalida van Poddeghem. Podria ser parent del pintor Arnold van der Phaliesen i de l'organista Antoni vander Phalisen, mort el 1487.Phalesius va començar una llibreria i impremta a Lovaina el 1545. De 1545 a 1549 van parèixer sis volums de tabulatures per a llaüt, en llatí o francès. Són preludis, fantàsies i dances o adaptacions de motets i cançons de França, dels Països Baixos, de la península Ibèrica o d'Itàlia.
El 1551 va començar la publicació de partitures de qualitat superior, impreses per a la primera vegada amb lletres mòvils. El nombre de publicacions de composicions de compositors locals i internacionals és impressionant. Una gran part de les edicions es van realitzar sense concertació amb el compositor. Les regles de respecte dels drets d'autor ancara no existien.
Va publicar misses, motes, magnificats, tabulatures per a llaüt i cançons de compositors originaris principalment de les Disset Províncies, entre d'altres Orlando di Lasso i Cypriano de Rore i el jove Claude Le Jeune.
El 1570 va engegar una col·laboració amb l'impressor anversès Jean Bellère (o Johannes Bellerus) el que va contribuir a una major distribució de la seva producció.
Va morir probablement el 1573 a Lovaina.

## Edicions
- Des chansons reduictz en tabulature de lut à deux, trois et quatre parties […] Livre premier 1545
- Carminum quae chely vel testudine canuntur, trium, quatuor, et quinque partium […] liber secundus (el segon llibre). 1546
- Septiesme livre des chansons a quatre parties, de noveav revev, corrigé, & de plusieurs aultres nouelles Chansons, lesquelles iamais n'ont esté imprimées, augmenté. Touts conuenables tant aux Instruments qu'à la Voix (Seté llibre de cançons a quatre veus, de nou i revisats, corregits & de molts altres cançons noves que mai no van ser impresos, augmentats) pareix el 1564). Ja el 1567 pareix una quarta edició eixamplada. Conté cançons a quatre veus entre d'altres de Pierre Cadéac, Pierre Certon, Claudin de Sermisy i dos cançons en neerlandès, una d'un anónim i una de Jacobus Clemens non Papa. Aquest recull va continuar sent reimprimit, també pels seus hereus, fins a la fi del segle xvii.

El 1570 comença una col·laboració amb l'impressor Jean Bellère (llatinitzat com a Johannes Bellerus), originari de Lieja però establert a Anvers, que tenia una clientela més ample, el que va contribuir a la projecció internacional de la producció de Phalesius. Junts van publicar entre d'altres:
- Liber musicus, duarum vocum cantiones, tum latinas tum gallicas atque teutonicas [...] recull de cançons en llatí, francès i neerlandès.
- Theatrum musicum un florilegi instrumental de tabulatures per a llaüt de compositor diversos, entre d'altres Neusidler.
- Liber primus leviorum carminum música de ball amb moltes obres copiades d'altres editors, entre d'altres el recull del 1551 de Tielman Susato.

- Ghirlanda de madrigali, entre les quals hi ha obres d'entre altres compositors d'Hippolito Sabino (1550-1593), o[3]Gioseffo Guami.[4]

- Een Duijtsch musijck boeck (Un llibre de música neerlandesa) pareix el 1572, un recull de canyons en neerelandès de compositors anónims i Jacobus Clemens non Papa, Ludovicus Episcopius, Lupus Hellinck, Servaes van der Muelen, Theodor Evertz, Jan Wintelroy, Petit Jean de Latre, Jan Belle, una cançó atribuïda a Joannes Zacheus, Gerardus van Turnhout, Jan van Turnhout i Adrianus Scockart.
- Modulorum aliquot […] liber unus és la seva darrere publicació, aparegut el 1573, l'any de la seva mort. És un recull de cançons de Jacobus Florius.

El 1581 el fill Petrus Phalesius el jove canvi la seu cap a la ciutat d'Anvers. Fins a la meitat de les seves edicions són reimpressions, sovint obres d'altres editor. L'empresa continua fins al 1673. Chorearum Molliorum Collectanea un recull de dances d'Anvers, és una de les edicions més conegudes de Petrus el jove.